# Veprîk, Icinea
Veprîk (în ucraineană Веприк) este un sat în comuna Monastîrîșce din raionul Icinea, regiunea Cernihiv, Ucraina.

## Demografie
Componența lingvistică a localității Veprîk
     Ucraineană (100%)
Conform recensământului din 2001, toată populația localității Veprîk era vorbitoare de ucraineană (100%).